# Entstehung eines Monsuns
Die Entstehung eines Monsuns wird durch eine große Anzahl von Einflussfaktoren geprägt, wobei deren Zusammensetzung und damit die Ausprägung und Stärke eines Monsunphänomens ortsspezifisch ist. Dennoch gibt es Faktoren, die allen regionalen Monsunen gleich oder zumindest unspezifisch genug sind, um die Grundlagen zur Herausbildung eines Monsunphänomens zu erläutern. Dabei ist das Hauptziel, Kriterien zu finden, welche sich auf alle Monsunphänomene gleichermaßen anwenden lassen und zu deren Klassifikation – wie zur Definition eines Monsuns überhaupt – herangezogen werden können. Man bezeichnet die auf dieser Basis aufgestellten Kriterien als Monsunkriterien.

## Zusammenfassung
Jahreszeitliche, große Windrichtungsänderungen (Monsunwinkelkriterium) entstehen zunächst wegen der Verlagerung der innertropischen Konvergenzzone (ITC – inter tropic conversion), einer Tiefdruckrinne, welche durch die Erwärmung und das Aufsteigen der Luft in der Nähe des Äquators entsteht. Durch den vergleichsweise niedrigen Druck der ITC wird Luft angezogen und es entstehen Winde, die Passate. Die innertropische Konvergenzzone folgt mit leichter Verzögerung der durch die Neigung der Erdachse hervorgerufenen Wanderung des Zenitstandes der Sonne zwischen den Wendekreisen. Dabei wird die ITC im Falle eines Monsunphänomens durch ein kontinentales Bodentief beeinflusst, welches man auch als Monsuntief bezeichnet und das durch die starke Erwärmung der über den Kontinenten befindlichen Luftmassen hervorgerufen wird. Grund für die stärkere Erwärmung der Luft über den Kontinenten sind die unterschiedlichen thermischen Eigenschaften der Land- und Meeresoberflächen. Die Erwärmung, aber auch die Abkühlung der Landoberfläche erfolgt dabei etwa zwei- bis dreimal so schnell wie die der Wasseroberfläche.
Kernbereiche der ITC-Beeinflussung durch ein Monsuntief bilden beispielsweise die Indus-Ebene und die tibetische Hochebene. Bedingt durch diese Beeinflussung der ITC verschieben sich jedoch auch die Passate. Dabei erhalten die Winde auf der Nordhalbkugel durch die in Bewegungsrichtung nach rechts ablenkende Corioliskraft eine westliche Komponente und es entsteht der Südwest-Monsun (eigentlich Südwest-Monsunwind). Auf der Südhalbkugel wird der Passatwind entgegengesetzt hierzu in Bewegungsrichtung nach links, also ebenfalls nach Westen, zu einem Nordost-Monsun (eigentlich Nordost-Monsunwind) abgelenkt.
Während seines Weges vom Ozean zum Kontinent nimmt der Monsunwind über den Wasserflächen Feuchtigkeit auf und regnet diese am Luv von Wetterscheiden wie dem Himalaya zu großen Teilen ab. Der Sommermonsun ist daher in diesen Regionen durch sehr humide Verhältnisse geprägt, welche den Charakter einer Regenzeit annehmen können und dies bei voll ausgeprägten Monsunen in der Regel auch tun (Monsunregen).
Im jeweiligen Winter bilden sich hingegen Hochdruckgebiete über den Kontinenten aus. Die ITC verlagert sich in der Folge wieder in Äquatornähe bzw. überschreitet diesen in Richtung der jeweils anderen Erdhalbkugel. Dadurch werden der Nordost-Passat auf der Nordhalbkugel und der Südost-Passat auf der Südhalbkugel zum jeweils dominierenden Wind. Diese werden auch als Wintermonsun bezeichnet und führen trockene, kontinentale Luftmassen mit sich. Sie äußern sich daher auch meist in einer ausgeprägten Trockenzeit.

## Grundlagen

### Thermisches Verhalten von Oberflächen

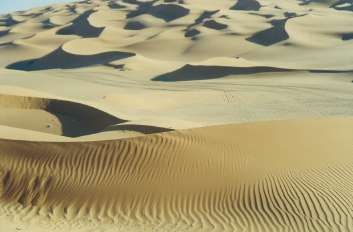
Sandwüste in der Sahara Libyens

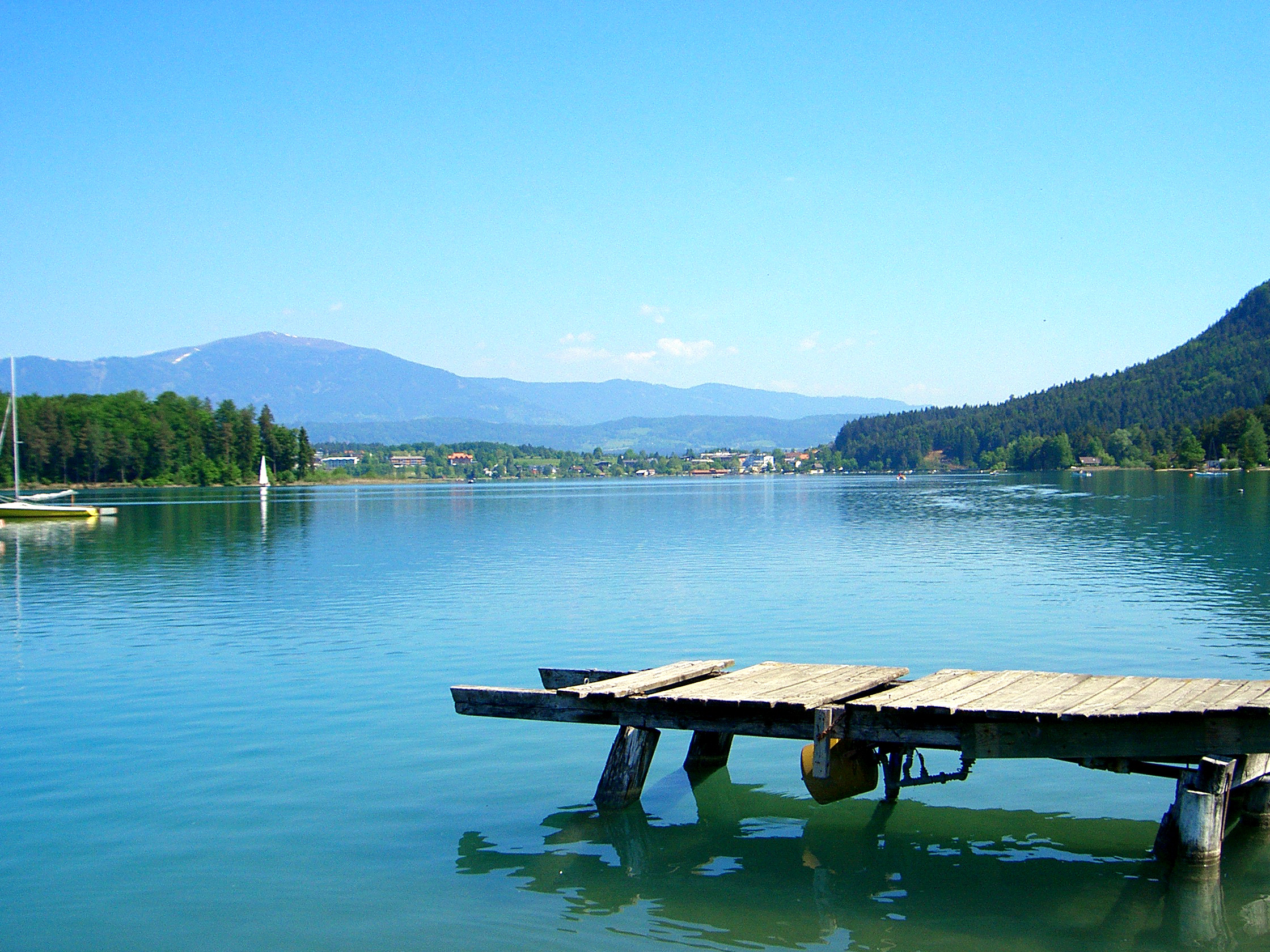
Faakersee in Österreich

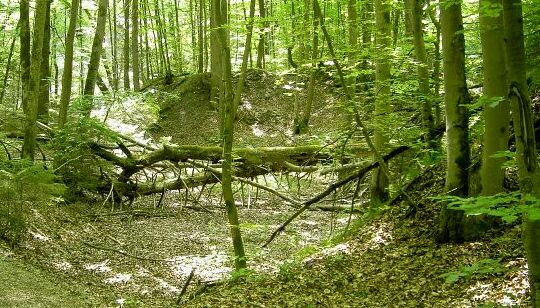
Laubwald mit umgestürztem Baum

Monsunphänomene werden maßgeblich durch die ungleichmäßige Erwärmung der Oberflächen von Kontinenten und Ozeanen hervorgerufen. Zu verstehen, wie und warum sich diese Oberflächen unterschiedlich erwärmen, ist daher auch eine Grundvoraussetzung zum Verständnis eines Monsunphänomens überhaupt.
Alle Oberflächen innerhalb einer begrenzten Umgebung, also insbesondere ohne die Wirkung von Schatten, Bewölkung und Sonnenstand zu berücksichtigen, werden von der Sonne gleich stark bestrahlt, erhalten also auch die gleiche Menge an Sonnenenergie. Man bezeichnet diese Strahlungsmenge auch als Globalstrahlung. Es zeigt sich jedoch, dass verschiedene Oberflächen trotzdem verschiedene Temperaturen aufweisen, wobei sich diese Temperaturunterschiede auch meist in die Tiefe fortsetzen. Bei einer hohen Globalstrahlung weisen dunkle Oberflächen höhere Temperaturen auf als helle Oberflächen mit ansonsten identischen Eigenschaften, was der niedrigeren Albedo dunkler Oberflächen geschuldet ist.
Noch deutlicher wird diese unterschiedliche Erhitzung bei Oberflächen unterschiedlicher chemischer Zusammensetzung. Im Kontrast zu Wasseroberflächen zeigen Sandstrände, Wüsten und als Extrem bestimmte metallische Oberflächen wie Bleilegierungen eine sehr hohe Oberflächentemperatur auf. Dies sind allesamt gewöhnliche bis sehr gute Wärmeleiter, jedoch mit einer vergleichsweise geringen spezifischen Wärmekapazität (bei Blei 129 J/(kg·K)). Dies bedeutet, dass sich diese Materialien durch geringe Energien relativ stark erwärmen. Bedingt wird jedoch nicht nur eine schnelle Erwärmung, sondern auch eine schnelle Abkühlung solcher Oberflächen, da sie nicht viel Energie speichern können und daher auch bei kleineren Wärmeströmen sehr schnell auf wechselnde Umgebungstemperaturen reagieren. Wasser hat mit 4187 J/(kg·K) eine vergleichsweise sehr hohe spezifische Wärmekapazität und kann dadurch auch bei einer vergleichsweise geringen Temperaturänderung sehr viel Energie speichern bzw. abgeben.
Wasser ist mit einem Wärmeleitkoeffizient von 0,6 W/(m·K) nur ein schlechter Wärmeleiter, vergleichbar beispielsweise mit Glas. Die während des Tages an der Wasseroberfläche aufgenommene Energie wird also nicht gleich von den Tiefen des Gewässers „verschluckt“. Diesen Effekt kann man nachvollziehen, indem man versucht, in einem See oder unbeheizten Freibad zu tauchen. Man stellt hierbei schnell fest, dass solange die Sonne auf die Wasseroberfläche scheint, diese auch am wärmsten ist und schon kurz unter ihr, in der Regel nur wenige Dezimeter, bereits sehr viel kältere Wasserschichten auftreten.
Doch ebenso wie sich ein See oder analog ein Ozean von oben her aufheizt, so kühlt er sich auch von oben wieder ab. Im Herbst zeigen daher Gewässer in der Regel eine wesentlich höhere Temperatur als ihre Umgebung und zwar umso mehr, je länger sie sich im Sommer ungestört langsam von oben nach unten aufheizen konnten, wobei dies jedoch keineswegs linear geschieht und die Dichteanomalie des Wassers hierbei eine große Rolle spielt.
Man kann Gewässer zusammenfassend als eine Art natürliche Klimaanlage betrachten. Sie tendieren immer dazu, Temperaturextreme auszugleichen und beispielsweise treten an der norddeutschen Küste wesentlich mildere Temperaturen auf als in Süddeutschland. Dies gilt sowohl im Tagesgang zwischen Tag und Nacht, als auch im Jahresgang zwischen Sommer und Winter und ist bedingt durch den Einfluss des maritimen Klimas.
Für Landoberflächen kann man durch ihre schiere Vielfalt keine allgemein gültig charakteristischen Werte angeben, es gilt jedoch, dass die spezifische Wärmekapazität bei ihnen wesentlich kleiner als bei Wasseroberflächen ist und auch die Wärmeleitfähigkeit eher geringer ausfällt, was jedoch wesentlich stärker von der Art und Bedeckung des Bodens abhängt. Je mehr Pflanzenbewuchs hierbei vorhanden ist, desto geringer ist auch der Unterschied zu Wasseroberflächen, da Lebewesen zu einem großen Teil aus Wasser bestehen.
Als Resultat der unterschiedlichen Oberflächentemperaturen zeigt sich auch ein Unterschied in den Temperaturen der darüber befindlichen Luftmassen. Dieser wird primär durch den Temperaturgradienten und die durch ihn hervorgerufene natürliche Konvektion, aber auch durch die von der Oberfläche ausgehende und relativ langwellige Wärmestrahlung verursacht. Entscheidend für ersteres ist der durch vielerlei Einflüsse bestimmte Wärmeübertragungskoeffizient der Oberfläche.

### Wetterdynamik

#### Druckgradientkraft und Zirkulationssysteme

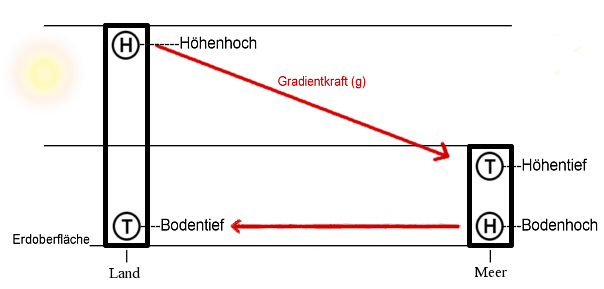
Die Luft bewegt sich, der Gradientkraft folgend, von Gebieten hohen Luftdrucks (Hoch) zu Gebieten geringeren Luftdrucks (Tief)

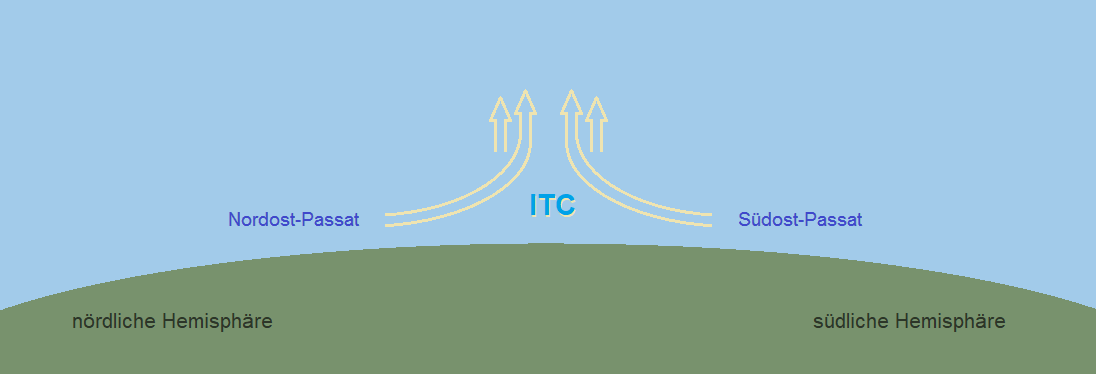
Die Innertropische Konvergenzzone

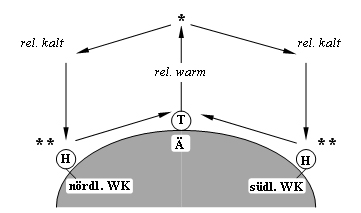
Hadley-Zelle – Entstehung des Tropenklimas

Überträgt man die im obigen Abschnitt dargelegten thermischen Oberflächeneigenschaften von Kontinenten und Ozeanen auf sehr große Wasser- und Landoberflächen, so können sich selbst im globalen Maßstab wesentliche Temperaturunterschiede der über diesen Oberflächen aufgeheizten bzw. abgekühlten Luftmassen ergeben.
Beispielhaft für den Fall des Sommermonsuns veranschaulicht ist dies in der rechten Abbildung. Da sich die Luftmassen über dem Kontinent im Sommer, also bei einer hohen Bestrahlungsstärke, wesentlich schneller erwärmen als über dem Ozean, sind die auf diese Weise durch die thermische Energie beschleunigten Luftteilchen wesentlich besser dazu in der Lage, der Gravitation entgegenzuwirken als die langsameren Teilchen über dem Ozean. Auf diese Weise wird über dem Kontinent der Druckgradient reduziert und es bildet sich ein starkes thermisches Bodentief aus. Der Luftdruck am Boden des Kontinents ist also geringer als über der Wasseroberfläche des Ozeans, sinkt hierfür jedoch auch weniger schnell ab. Dies bedingt, relativ zum Kontinent gesehen, ein thermisches Hoch über dem Ozean, ein Höhenhoch über dem Kontinent und dementsprechend auch wiederum ein Höhentief über dem Ozean.
Da Wind bzw. Luft immer vom Ort des höheren zum Ort des niederen Drucks strömt, also vom Hoch zum Tief, bildet sich ein für diese Dynamik typischer Kreislauf aus. Die Kraft, die diese Zirkulation auslöst, bezeichnet man als Druckgradientkraft (Abbildung rechts). Sie wird durch horizontale wie vertikale Druckunterschiede hervorgerufen, wobei die horizontale Komponente des resultierenden Windvektors die Hauptrolle spielt. Am thermischen Tief, oder auch Bodentief, beginnt die Luft aufzusteigen (Konvektion) und erzeugt hierbei den Druckunterschied, der nun die Luft horizontal aus dem Bodenhoch zum Bodentief strömen lässt (Konvergenz). Dieser Bodenwind ist der eigentlich vom Menschen spürbare Wind und hat je nach Art und Region unterschiedlichste Namen erhalten. Beim Aufsteigen der Luft vom Bodentief zum Höhenhoch über dem Kontinent wird die Temperatur der Luft immer weiter gesenkt, was irgendwann zur Unterschreitung des Taupunktes, also zur Kondensation und Wolkenbildung führt (Joule-Thomson-Effekt). Der resultierende Niederschlag und die gegen Sonnenstrahlen abschirmende Wolkendecke lassen dadurch das Bodentief über dem Kontinent als Schlechtwetterphänomen erscheinen. Da sich die aufgestiegene Luft nicht am Höhenhoch ansammeln kann und auch hier eine Druckgradientkraft in Richtung des Höhentiefs wirkt, strömt nun in der Höhe ein Wind in Gegenrichtung zum Bodenwind zurück zum Ozean und sinkt dort auch wieder ab, womit der Kreislauf geschlossen ist.

#### Hadley-Zelle, die innertropische Konvergenzzone und Passatwinde
Einen wichtigen Kreislauf dieser Art stellt die so genannte Hadley-Zelle dar. Sie wird zwar auch durch eine unterschiedliche Erwärmung verursacht, jedoch nicht aufgrund der unterschiedlichen Oberflächeneigenschaften, sondern aufgrund der Breitenabhängigkeit der Sonneneinstrahlung, hervorgerufen durch den unterschiedlichen Einfallswinkel der Sonnenstrahlen. Diese stellt, zusammen mit der innertropischen Konvergenzzone (ITC – intertropical convergence), einer Rinne von äußerst stabilen und starken Tiefdruckgebieten und Teil der Hadley-Zelle, die Basis für die Ausprägung eines Monsuns dar. Der Bodenwind bewegt sich dabei nicht in der Hadley-Zelle entlang des Druckgradienten direkt vom subtropischen Hochdruckgürtel zur äquatorialen Tiefdruckrinne, sondern wird durch die Corioliskraft abgelenkt. Es entstehen daher keine Nord- bzw. Südwinde, sondern Nordost- bzw. Südostwinde, die man als Passatwinde bezeichnet.

#### Weitere Einflussfaktoren
Zusätzlich zur Druckgradientkraft muss man auch morphologische Faktoren (Land-Meer-Verteilung, Gebirge als Wetterscheiden), die Windreibung, die Zentrifugalkraft und vor allem die Corioliskraft berücksichtigen, um ein realistischeres, jedoch ebenfalls noch recht idealisiertes Bild von der letztendlichen Wetterdynamik eines Monsuns zu erhalten. Sowohl bei der Coriolis- als auch bei der Zentrifugalkraft, handelt es sich um Scheinkräfte, die für den nicht mitbewegten Beobachter nicht existieren. Bei der Zentrifugalkraft ist lediglich die Rotationsbewegung entscheidend, weshalb sie für Monsune als solches auch keine gesonderte Bedeutung besitzt.
Die Corioliskraft hingegen wirkt auf alle bewegten Körper, die sich nicht parallel zur Erdachse bewegen und lässt diese aus der Sicht eine mitrotierenden Beobachters ablenken. Da dies für alle im Rotationssystem der Erde befindlichen Beobachter der Fall ist, wird der Ursprung dieser Ablenkung subjektiv einer Kraft zugeschrieben, eben der Corioliskraft. Diese nimmt in ihrer horizontalen Komponente mit ansteigenden Breitengraden an Stärke zu. Sie ist daher an den Polen maximal und zeigt mit abnehmender Entfernung zum Äquator eine immer geringe Ausprägung, bis sie schließlich am Äquator selbst gleich Null ist. Jeder Wind auf der Nordhalbkugel wird durch die Corioliskraft in Bewegungsrichtung nach rechts, jeder Wind auf der Südhalbkugel in Bewegungsrichtung nach links abgelenkt. Dies ist entscheidend, da sich nur auf diese Weise eine Windströmung mit Ost-, West- oder gar erdachsenparallelen Komponenten, also auch die Passate und Jetstreams, im scheinbaren Widerspruch zur Druckgradientkraft erklären lassen.
Bei der Land-Meer Verteilung stellt sich ein enger Zusammenhang zwischen der Stärke des Monsuns und der Nord-Süd-Verteilung von Landmassen und Ozeanen ein. Die stärksten Monsune treten bei einer ausgeprägten Verteilung dieser Art auf, da sich so der Effekt des wandernden Zenitstandes der Sonne in Bezug auf die unterschiedlichen thermischen Oberflächeneigenschaften am deutlichsten zeigt.

## Zusammenführung aller Faktoren
Bis zu diesem Punkt handelt es sich noch nicht generell um eine wirklich monsunspezifische Entwicklung, da ja hierfür nicht die Entstehung eines stabilen Drucksystems nötig ist, sondern, wie in der Klassifizierung schon ausgeführt, eine relativ stabile Winderscheinung, die sich in ihrer Hauptwindrichtung jedes Halbjahr um eine bestimmte Gradzahl wechseln muss. Wesentlicher Antriebsmotor ist hierbei, wie ebenfalls schon ausgeführt wurde, die Sonneneinstrahlung und die hierdurch bedingte Hadley-Zelle mit ihren Passatwinden.

### Idealisiertes Gedankenexperiment
Um die Entstehung eines Monsuns zu verdeutlichen, muss zunächst ein theoretischer Idealfall der atmosphärischen Zirkulation als Gedankenexperiment zugrunde gelegt werden, um hieran später den Unterschied zur realen Situation eines Monsuns zeigen zu können.
In diesem Gedankenexperiment gibt es keine unterschiedlichen Oberflächen auf der Erde. Sie würde sich also bei gleicher Energiezufuhr überall gleich stark erwärmen. Die für die Erwärmung notwendige Sonnenenergie ist beim Umlauf der Erde um die Sonne (siehe Artikel Jahreszeiten) nicht konstant und der Zenitstand der Sonne pendelt daher im Verlauf des Jahres zwischen den Wendekreisen. Es ergibt sich folglich auch in diesem theoretischen Fall ein im Jahresverlauf schwankendes Wetter. Dies äußert sich beispielsweise in den entlang der Längengrade wandernden Kalmen. Es handelt sich dabei um die in der Segelschifffahrt ehemals gefürchteten windstillen Zonen im Bereich der aufeinandertreffenden Passatwinde, also um das Zentrum der ITC. Die ITC würde also im Verlauf des Jahres auf allen Längengraden gleichmäßig noch Norden bzw. Süden vom Äquator abweichen, jedoch nur in einem sehr begrenzten Ausmaß, da die nötige maximale Strahlungsleistung sehr nahe am Äquator liegen würde. Zu berücksichtigen ist dabei aber auch, dass die ITC sich nur mit einer bestimmten Trägheit entwickelt und dem Zenitstand der Sonne nur im Abstand von ungefähr einem Monat folgt.

### Monsun
Beobachtet man den realen Verlauf der ITC auf einer globalen Ebene (siehe hierzu die Weblinks), so zeigt sich, dass diese in Nähe von großen Kontinenten in deren Richtung wandert. Die ITC ist also keineswegs gleichmäßig über die Längengrade verteilt bzw. sie liegt nicht auf einer einzigen geographischen Breite, sondern schwankt teilweise recht stark um bis zu 30 Breitengrade nach Norden und Süden. Auch ist zu beachten, dass der Grad dieser Verzerrung durch den jeweiligen Kontinent davon abhängt, ob auf diesem Kontinent gerade Sommer oder Winter ist. Vorausgesetzt die Sonneneinstrahlung auf dem jeweiligen Kontinent ist zum Zeitpunkt der Betrachtung groß genug, bildet sich hier ein stabiles und starkes Bodentief aus.
Würde die ITC nun in Äquatornähe verbleiben, so müssten zwischen den Wendekreisen zwei große Konvergenzzonen existieren. Es kann sich jedoch nur eine große Konvergenzzone ausbilden, da für die Konvergenz nur die relative, nicht jedoch die absolute Erwärmung von Luftschichten eine Rolle spielt. Sobald also die Luftschichten über dem Kontinent so stark erwärmt werden, dass der Luftdruck hier unter den Luftdruck über dem Ozean sinkt, wird die ITC sich automatisch in Richtung des Kontinents bewegen und somit das thermische Bodentief über dem Kontinent der Tiefdruckrinne der ITC einverleiben. Je größer diese Druckdifferenz ist, desto schneller und weitgehender ist auch die Ablenkung der ITC nach Norden bzw. Süden. Zusammen mit der ITC verlagert sich jedoch eben auch dessen Windsystem, die Passatzirkulation. Sowohl vom Norden als auch vom Süden her strömen starke Bodenwinde aus den subäquatorialen Hochdruckgürteln in Richtung der ITC und werden dabei von der Corioliskraft abgelenkt. Es entstehen dadurch der Nordost-Passat nördlich der ITC und der Südost-Passat südlich der ITC.
Im Folgenden muss man aufgrund der relativen Lage des Kontinents zur ITC immer zwischen der jeweiligen Erdhalbkugel unterscheiden. Im Sommer der Nordhalbkugel, also bei einer Erwärmung der jeweiligen Landmasse, ist diese ein Teil bzw. unterhalb der ITC. Dies hat zur Folge, dass hier der Südost-Passat den Äquator nach Norden überquert und durch die Corioliskraft in einen Wind mit Ostkomponente, den Südwest-Monsun umgewandelt wird, welcher vom Ozean zum Kontinent hin weht. Im Winter hingegen liegt die Landmasse aufgrund der Umkehrung des Zirkulationssystems nördlich der ITC und es tritt in der Folge ein Nordost-Passat vom Kontinent zum Ozean auf, welcher identisch mit dem Wintermonsun ist. Auf der Südhalbkugel ist die relative Lage genau umgekehrt, es tritt daher im südlichen Sommer (Südsommer) ein Nordwest-Monsun und im südlichen Winter (Südwinter) ein Südost-Monsun auf. Letzterer ist dabei identisch mit dem SO-Passat. Es zeigt sich hierbei jedoch auch, dass der Sommermonsun einer Erdhalbkugel den Wintermonsun der jeweils anderen Erdhalbkugel speisen kann und daher zum Beispiel der indische und nordaustralische Monsun direkt aneinander gekoppelt sind (indisch-nordaustralische Monsunsystem).
Zu beachten ist hier auch, dass in der relativen Lage, Größe und Orografie des Kontinents in Bezug zum Ozean unterschiedliche regionale Ausprägungen existieren, welche das letztendlich entscheidende Wechselspiel der Luftdruckregime prägen. Dies resultiert in einer nicht verallgemeinerbaren Ost-West-Komponente der Monsunwinde und auch einem unterschiedlich großen Monsunwinkel. Für die letztendlich lokal wahrnehmbare Stärke und Ausprägung eines Monsunphänomens sind daher regionale Faktoren in der Regel von weit größerer Bedeutung als die Dynamik eines Monsuns in seiner Gesamtheit. Man sollte daher beispielsweise besser von einem Sommer- bzw. Wintermonsun sprechen, als von einem Südwest- oder Nordost-Monsun, da diese Bezeichnungen eine höhere Allgemeingültigkeit besitzen.
Die Übergangszeiten zwischen den beiden dominierenden Monsunwinden bezeichnet man relativ zum Sommermonsun als Vormonsunszeit und Nachmonsunszeit, wobei es je nach regionalen Bedingungen auch möglich ist diese als eigenständige Jahreszeiten festzulegen. Diese Bezeichnungen ergeben sich daraus, dass man den Sommermonsun, aufgrund des mit ihm verbundenen Monsunregens vom Typ des Solstitialregens, oft kurz den Monsun nennt.

## Dynamische Monsuntheorie
Die Dynamische Monsuntheorie besagt, dass die starken interannuellen Schwankungen der Niederschläge nicht allein durch einen jährlich gleichen Vorgang hervorgerufen werden. Sie sollen ihre Ursache in verschiedenen Tiefs haben.